# 第4集 (雙峰)
“第4集”，又名“The One-Armed Man”，是美国悬疑电视系列剧《雙峰》第一季的第五集。这一集由羅伯特·恩格斯编写，蒂姆·杭特执导。“第4集”中出现了系列常驻演员凯尔·麦克拉克伦、派珀·劳瑞和理查德·贝梅尔，同时也引入了该系列的联合创始人大卫·林奇饰演的Gordon Cole一角。
杭特执导这一集的灵感来自奥托·普雷明格1945年的电影《墮落天使》，采用了小型布景和长景深的镜头。恩格斯认为，上世纪60年代的几个电视系列，《The Wild Wild West》《Mayberry R.F.D.》和《法網恢恢》，对整个系列产生了影响。
1990年5月3日首播的“第4集”在播出期间吸引了约19%的观众，较上周有所增加。这一集受到了评论家的好评。

## 剧情

### 背景
華盛頓州的小鎮雙峰鎮的平靜生活因學生Laura Palmer的謀殺和她的同學Ronette Pulaski的謀殺未遂而被打破。联邦调查局特工Dale Cooper已經來到這個城鎮進行調查，最初的懷疑集中在Palmer的男友Bobby Briggs和另一名男友James Hurley身上。然而，鎮上的其他居民也有他們自己的懷疑：暴力、販毒的卡車司機Leo Johnson被視為可能的嫌疑人。Cooper經歷了一場超現實的夢境，在夢中，一個狀若侏儒的男人和一個酷似Laura的女人揭示了兇手的身份。Laura的表姊Madeline Ferguson来到小镇，同时Cooper被介绍给了镇上的秘密社团“书屋男孩”。

### 故事
Sarah Palmer向Deputy Andy Brennan描述了她对Killer Bob的幻象，同时他为这名男子画了素描。她还描述了有人拿走Laura的心形项链的场景；Donna Hayward听到这一点皺眉蹙額，因为她就是藏起项链的人。
Cooper询问了Laura一直在看的心理医生Laurence Jacoby。Jacoby不愿违反保密协议，但也承认他很难理解Laura的问题。他还怀疑一位开红色科尔维特的男子——Leo Johnson。
Gordon Cole在警长局给Cooper打电话，提供了关于Laura尸检的见解。Brennan拿出他的素描，Cooper辨认出这正是他梦中的那个人。他还接到了Deputy Hawk的电话，得知他们认为与案件有关的独臂男子已被找到；一行人在一家汽车旅馆找到了他。这个人叫Philip Michael Gerard，是个旅行推销员，他否认与BOB有任何关系或认识他。
在同一家汽车旅馆，当地商人Benjamin Horne与Catherine Martell会面；两人正在进行一场婚外情并计划焚毁镇上的锯木厂。锯木厂是Josie Packard的丈夫所有的，而Packard是Martell的亡兄的遗孀；Packard监视着在汽车旅馆房间里的这对情侣。随后，Horne与暴力的卡车司机Leo Johnson会面，计划摧毁锯木厂。
Norma Jennings前往丈夫Hank的假释听证会。由于她与Ed Hurley交往，她对帮助他的案子感到不安，但还是答应在她经营的餐馆里给他一份工作。与此同时，Johnson的妻子Shelley正在与Briggs有染；她向他展示了Johnson的沾血衬衫。他答应解决Johnson的问题。
Cooper、Truman和Brennan询问了与Gerard有关的兽医；他们在那里发现了用来捆绑Laura的那种麻绳。他们认为抓伤她身体的鸟可能是那里治疗的动物之一，于是没收了诊所的档案，以确定那里治疗的鸟的主人。他们得知抓伤是由一只八哥造成的，而毒贩Jacques Renault正好拥有一只。他们突袭了Renault的家，打断了正在偷偷放置Johnson血迹衬衫的Briggs。他逃脱了，没有被发现；然而，衬衫被作为证据找回。
在RR Diner，Hurley遇到了Laura的表姊Madeline Ferguson；两人似乎一见钟情。Norma得知Hank已经出狱；那天晚上，Packard接到了他短暂的电话，让她感到震惊。

## 脚注
1. ↑  . iTunes Store. Apple.   [September 6, 2012]. （原始内容存档于2013-10-24）.
2. ↑  David Lynch (writer and director); Mark Frost (writer). . . 第1季. 第1集. April 8, 1990. American Broadcasting Company.
3. ↑  Duwayne Dunham (director); David Lynch and Mark Frost (writers). . . 第1季. 第2集. April 12, 1990. American Broadcasting Company.
4. ↑  David Lynch (writer and director); Mark Frost (writer). . . 第1季. 第3集. April 19, 1990. American Broadcasting Company.
5. ↑  Tina Rathborne (director); Harley Peyton (writer). . . 第1季. 第4集. April 26, 1990. American Broadcasting Company.